# Ramotswa
Ramotswa é uma cidade localizada no Distrito do Sudeste em Botswana, a sudoeste da capital Gaborone. Possuía uma população estimada de 28 952 habitantes em 2011. É a capital da tribo Balete, uma minoria étnica advinda da tribo Nguni.